# Kewanna
Kewanna és una població dels Estats Units a l'estat d'Indiana. Segons el cens del 2000 tenia 614 habitants.

## Demografia
Segons el cens del 2000, Kewanna tenia 614 habitants, 269 habitatges, i 157 famílies. La densitat de població era de 455,9 habitants/km².
Dels 269 habitatges en un 28,3% hi vivien nens de menys de 18 anys, en un 45,7% hi vivien parelles casades, en un 7,4% dones solteres, i en un 41,6% no eren unitats familiars. En el 37,5% dels habitatges hi vivien persones soles el 20,4% de les quals corresponia a persones de 65 anys o més que vivien soles. El nombre mitjà de persones vivint en cada habitatge era de 2,28 i el nombre mitjà de persones que vivien en cada família era de 2,99.
Per edats la població es repartia de la següent manera: un 26,2% tenia menys de 18 anys, un 7% entre 18 i 24, un 26,5% entre 25 i 44, un 21,8% de 45 a 60 i un 18,4% 65 anys o més.
L'edat mediana era de 39 anys. Per cada 100 dones de 18 o més anys hi havia 97 homes.
La renda mediana per habitatge era de 22.292$ i la renda mediana per família de 41.250$. Els homes tenien una renda mediana de 31.607$ mentre que les dones 20.139$. La renda per capita de la població era de 15.718$. Entorn del 6% de les famílies i el 13% de la població estaven per davall del llindar de pobresa.

## Poblacions més properes
El següent diagrama mostra les poblacions més properes.